# Winfried Wehle
Winfried Wehle (* 14. Februar 1940 in Sindelfingen) ist ein deutscher Romanist, Literaturwissenschaftler und Feuilletonist. Der emeritierte Professor  für Romanische und Allgemeine Literaturwissenschaft der Katholischen Universität Eichstätt-Ingolstadt war Vorsitzender der Deutschen Dante-Gesellschaft.

## Leben
Wehle studierte Romanistik, Germanistik und Philosophie in Tübingen, in Paris an der Sorbonne und in Urbino. Er wurde 1971 in Tübingen mit einer Arbeit über den Nouveau Roman (Straßburg-Preis) promoviert und habilitierte sich – nach einer Tätigkeit als Regieassistent beim Südwestrundfunk – 1978 in Bonn mit einer Untersuchung über französische und italienische Renaissancenovellistik. Im selben Jahr wurde er auf den Lehrstuhl für Romanische und Allgemeine Literaturwissenschaft der Universität Eichstätt berufen und hat diesen auch über seine Emeritierung 2008 hinaus inne. Ebenfalls seit 1978 gehört er der literaturwissenschaftlichen Forschergruppe Romanistisches Kolloquium an und war 1999 Gastprofessor am Istituto Italiano per gli Studi Filosofici in Neapel. Seit 2010 war er Gastprofessor an der Universität Bonn.
Er schreibt seit 1992 als Feuilletonist für die Frankfurter Allgemeine Zeitung.

## Mitgliedschaften und Auszeichnungen
- 1997–2001 Vorsitzender des Deutschen Italianistenverbandes
- Seit 1999 Korrespondierendes Mitglied der Société d'Histoire littéraire de la France
- 1999–2007 Fachgutachter bei der Deutschen Forschungsgemeinschaft für Romanische Literaturwissenschaft
- Seit 2000 Mitglied in Evaluations- und Akkreditierungskommissionen
- 2006–2014 Vorsitzender der Deutschen Dante-Gesellschaft
- 2008 Verleihung des Fiorino d'Oro der Stadt Florenz
- 2010 Ehrenmitglied der Società Dantesca Italiana
- 2018 Membre d’honneur der Société d'Histoire littéraire de la France (Paris)

## Schriften (Auswahl)
als Autor
- Nouveau Roman. 1980.
- Dichtung über Dichtung. Dantes „Vita Nuova“. Die Aufhebung des Minnesangs im Epos. Fink, München 1986, ISBN 3-7705-2427-6. PDF
- Französischer Roman der Gegenwart. Erzählstruktur und Wirklichkeit im Nouveau Roman. Verlag Schmidt, Berlin 1972, ISBN 3-503-00724-5 (= Grundlagen der Romanistik. Band 2). PDF
- Leopardis Unendlichkeiten. Zur Pathogenese einer „poesia non poesia“. (= Schriften und Vorträge des Petrarca-Instituts Köl. Neue Folge, Band 2). Verlag Narr, Tübingen 2000, ISBN 3-8233-5491-4. PDF
- Novellenerzählen. Französische (und italienische) Renaissancenovellistik als Diskurs. 1981; 2., korrigierte Auflage. Fink, München 1984, ISBN 3-7705-2230-3. PDF
- Torquato Tasso. Sprachritter. Frankfurter Stiftung für Deutsch-Italienische Studien, Frankfurt/M. 1997 (Jahresgabe der Stiftung). PDF
- Wann bin ich schon Ich. Ein Album literarischer Nahaufnahmen des 20. Jahrhunderts, Königshausen&Neumann, Würzburg 2012. PDF
- Pharmakon Kunst : Genesis - Dante - Boccaccio - Cent nouvelles nouvelles - Giorgione/Tizian. Basel : Schwabe Verlag, 2023.

als Herausgeber
- Das Columbus-Projekt. Die Entdeckung Amerikas aus dem Weltbild des Mittelalters. Fink, München 1995, ISBN 3-7705-2895-6. (digi20.digitale-sammlungen.de)
- Fin de siècle (Romanistisches Kolloquium; 10). Fink, München 2002, ISBN 3-7705-3711-4 (zusammen mit Rainer Warning).
- Lyrik und Malerei der Avantgarde (= UTB. Band 1191). Fink, München 1982, ISBN 3-7705-2077-7 (zusammen mit Rainer Warning).
- Revue d'Histoire Littéraire de la France. Table des Articles et des Comptes rendus 1940-2000. Presses Universitaires de France, Paris 2007, ISBN 2-13-055860-7.
- Romantik. Aufbruch zur Moderne (Romanistisches Kolloquium; 5). Fink, München 1991, ISBN 3-7705-2674-0 (zusammen mit Karl Maurer).
- Französische Literatur: 20. Jahrhundert – Die Lyrik. Tübingen 2010, ISBN 978-3-86057-910-7.